# 조지 페너먼

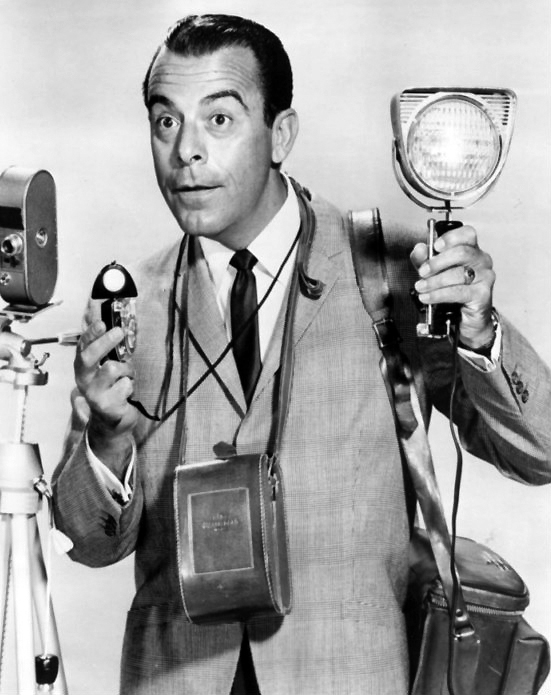

조지 페너먼(George Fenneman, 1919년 11월 10일 ~ 1997년 5월 29일)은 미국의 배우, 라디오 DJ이다.
베이징시에서 태어났으며 로스앤젤레스에서 사망하였다. 사인은 폐기종이다.

## 방송
- 사건비화

## 영화
- 네이키드 몬스터 (2005년)
- 빅 제이크 (1971년)
- 사건비화 (1967년)
- 성공시대 (1967년)
- 오션스 일레븐 (1960년)
- 괴물 디 오리지널 (1951년)